# Museu de la Casa de Leighton
El Museu de la Casa de Leighton (Leighton House Museum) és un museu d'art en l'àrea del Holland Park del Royal Borough de Kensington i Chelsea a l'oest de Londres.
L'edifici va ser la llar londinenca del pintor Frederic Leighton, 1er Baró de Leighton (1830–1896), qui va encarregar a l'arquitecte i dissenyador George Aitchison que li construís una casa i un estudi combinats, destacant per la seva incorporació de teules i altres elements comprats en el Pròxim Orient per a construir un magnífic Qa'a (habitació). L'edifici resultant, completat entre 1866 i 1895 en la propietat privada Ilchester Estate, està ara en la llista de Grau II*. Destaca pels seus elaborats interiors orientalistes i estètics.

## La casa
El museu està obert al públic des de 1929. El 1958 el Consell del Comtat de Londres va commemorar Leighton amb una placa blava en el museu. El museu va rebre el Premi Unió Europea de Patrimoni Cultural / Premi Europa Nostra el 2012. Està obert cada dia excepte els dimarts, i és un museu semblant al de 18 Stafford Terrace, una altra casa victoriana a Kensington.
El pati pseudoislámic de la casa ha servit de plató en diversos programes de cinema i televisió, com Nicholas Nickleby (2002), Brazil (1985) i un episodi de la sèrie dramàtica Spooks, així com el vídeo musical per a les cançons "Golden Brown" de The_Stranglers i "Gold" de l'Spandau Ballet.

## Disseny i construcció

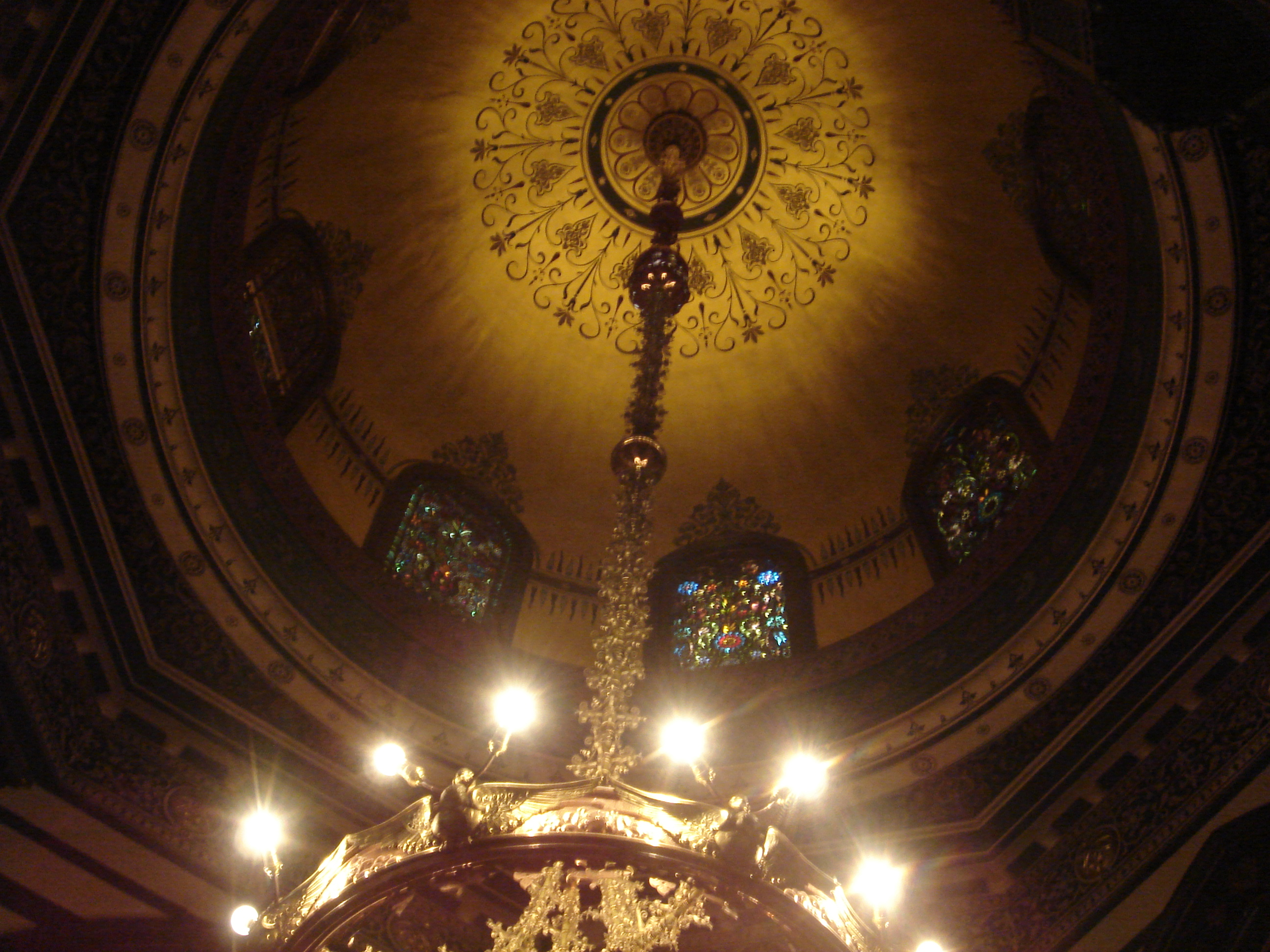
La cúpula del Saló Àrab

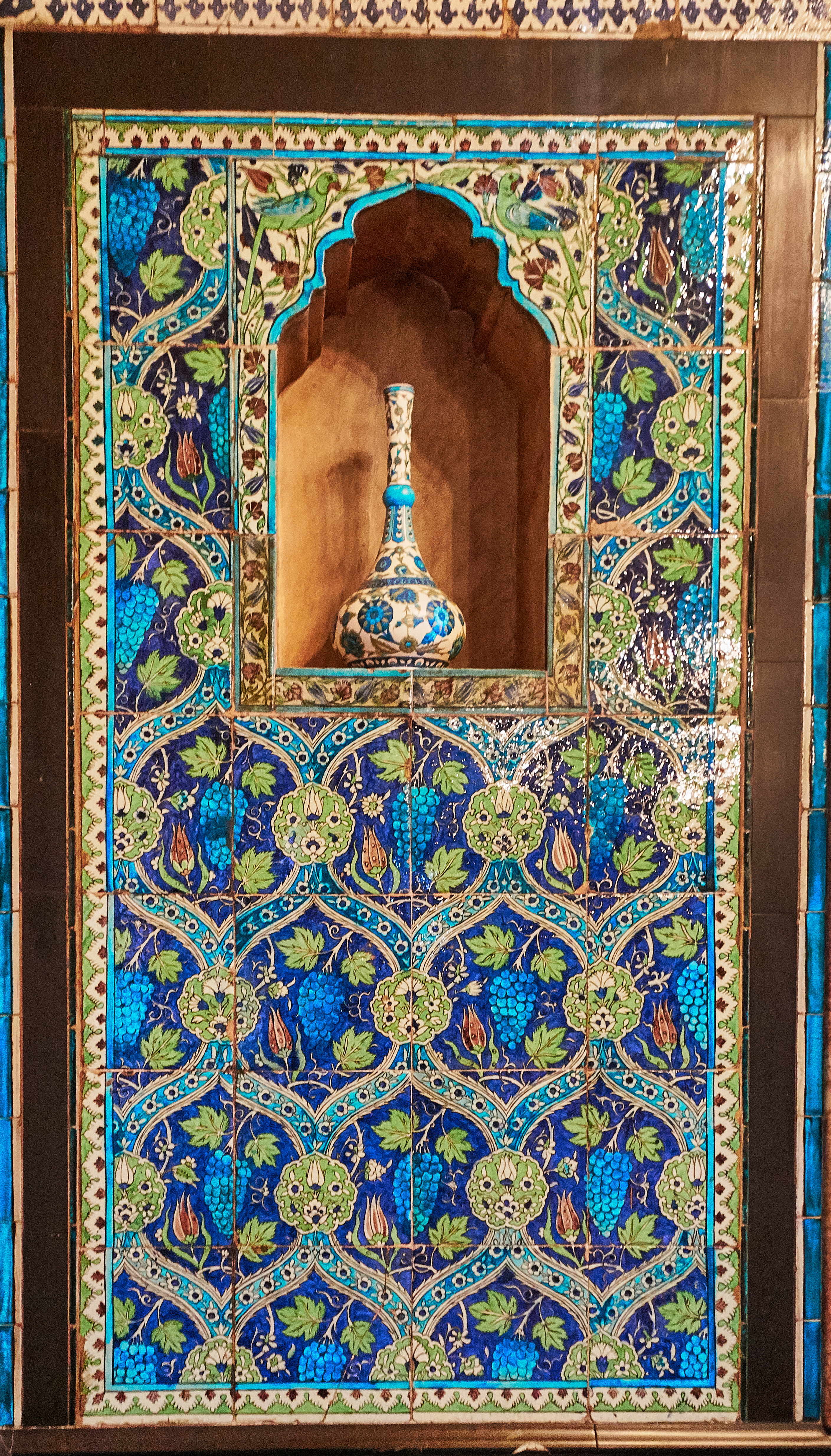
⁸Treballs de taulells en el Saló Àrab

Aitchison va dissenyar la primera part de la casa (2 Holland Park Road, que després va passar a ser 12) el 1864. L'edifici va començar posteriorment, i la casa, que va costar 4500 lliures equivalents a 452.354 lliures de 2020, estava a punt per a l'ocupació a la fi d'any. L'edifici és de maons vermells de Suffolk amb apòsits de pedra de Caen d'estil clàssic.
L'arquitecte va ampliar l'edifici durant 30 anys; la primera fase tenia només tres finestres d'ample. L'habitació principal era l'estudi de primer pis, orientat cap al nord, originalment 45 per 25 peus, amb una gran finestra central per a proporcionar molta llum per a la pintura. També hi havia una galeria en l'extrem est i una escala separada per a ús per models. La casa es va estendre a l'est el 1869–70. A més, es va realitzar una ampliació important el 1877–79: el "Saló Àrab" de dues plantes, construït per a albergar la col·lecció de taulells de Leighton recollits durant les visites a Orient Mitjà.
Segons Aitchison i Walter Crane, el disseny estava basat en el palau de la Zisa a Palerm. Les teules del segle XVII es complementen amb finestres tallades de fusta del mateix període de Damasc. També hi ha grans teules turques del segle XVI. La paret oest té una alcova de fusta amb taulells del segle XIV.
L'habitació també conté elements victorians. Els capitells de les columnes més petites són de Sir Joseph Boehm, dels dissenys d'Aitchison. Els capitells de les grans columnes, orades i tallades en forma d'ocells, són de Randolph Caldecot. El fris de mosaic va ser dissenyat per Walter Crane. L'obra de marbre va ser de George P. White. Una elaborada pintura decorativa adorna el sostre i en el centre del pis hi ha una font. Les rajoles del passatge al Saló Àrab són de William De Morgan.
El 1889 es va afegir un estudi d'hivern addicional a l'edifici. L'addició final d'Aitchison va ser la galeria de fotos il·luminada el 1895. Després de la mort de Leighton el 1896, es van vendre els continguts de la casa, incloent-hi almenys mil dels seus propis dibuixos, gairebé tots ells comprats per la Fine Art Society. El 1927, la Sra. Henry Perrin es va oferir a pagar per un espai addicional de galeria. L'edifici es va estendre als dissenys de Halsey Ricardo i les Galeries Perrin obertes el 1929. Aquesta extensió va ser en memòria de la filla de la Sra. Perrin, Muriel Ida Perrin, artista i escultora que s'havia format en el Royal College of Art i treballat per a la secció de catàleg de la Companyia de Fabricació d'Aeronaus (Airco) durant la Primera Guerra Mundial.

## Col·lecció permanent

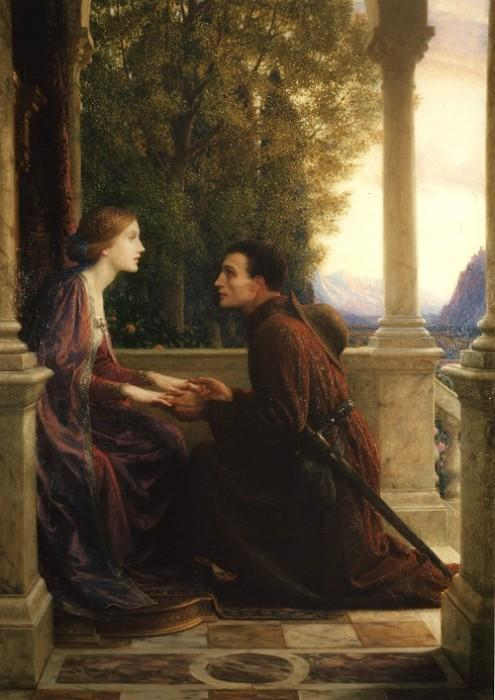
La fi de la cerca (1921) de Frank Bernard Dicksee.

El museu té en exhibició permanent obres d'art de diversos membres de la Germanor Pre-Raphaelite, incloent-hi John Everett Millais, Edward Burne-Jones i George Frederic Watts, així com 81 pintures d'oli pel mateix Leighton.
Algunes de les pintures més notables de Leighton en la col·lecció són:
- La mort de Brunelleschi – 1852
- Charles Edward Perugini – 1855
- Una noble dama de Venècia – c. 1865
- Hèrcules lluitant amb la mort pel cos d'Alcestes – 1869–1871
- Clytemnestra from the Battlements of Argos Watches for the Beacon Fires Which Are to Announce the Return of Agamemnon – c. 1874
- Professor Giovanni Costa – 1878
- La comtessa de Brownlow – c. 1878–79
- Vestal – c. 1882–83
- Alexandra Sutherland Orr (nascuda Leighton) – 1890
- And the sea gave up the dead which were in it – c. 1891–92

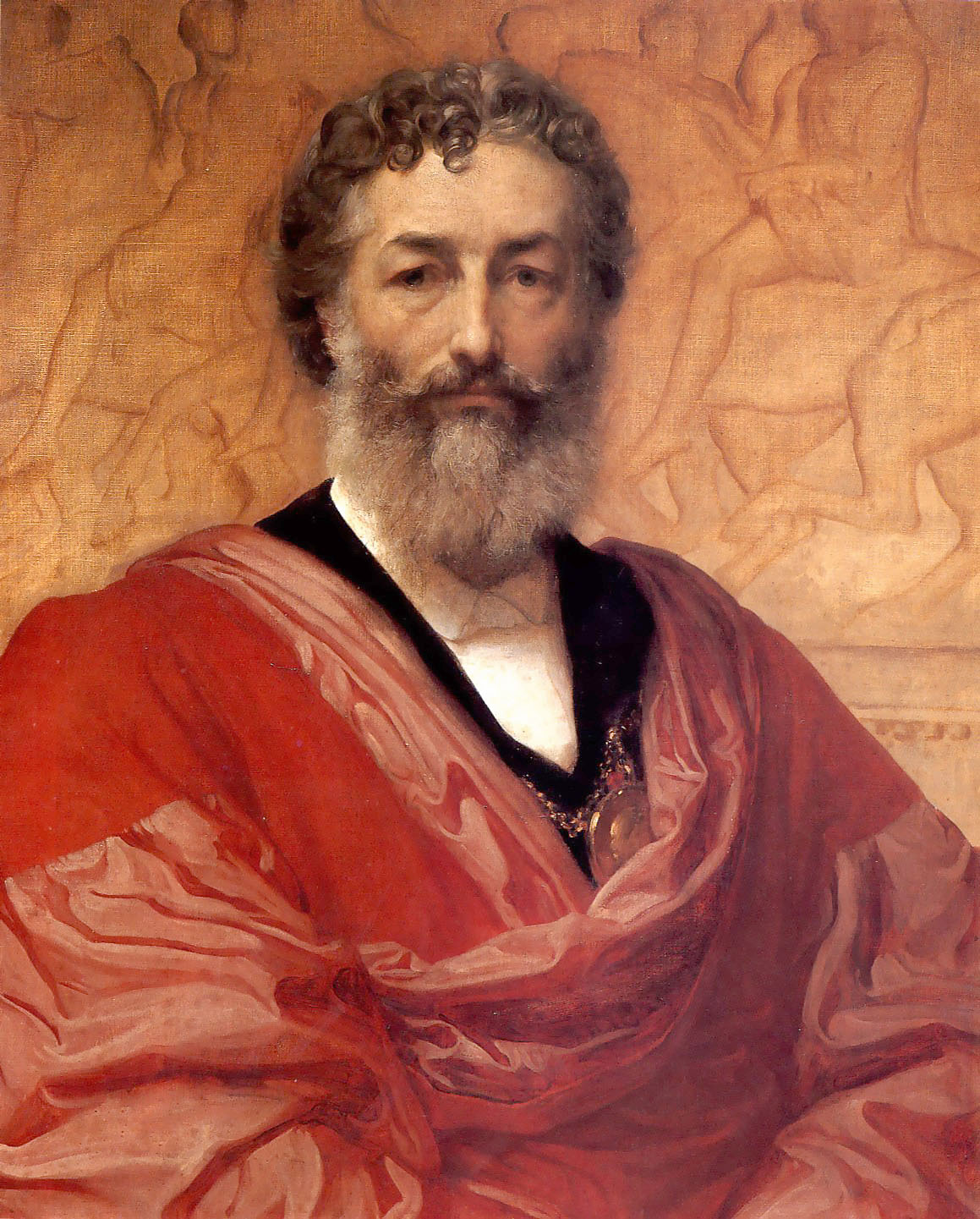
Autoretrat de Leighton (1880)

Altres treballs de Leighton en la col·lecció inclouen:
- 5 àlbums i esbossos de dibuixos i aquarel·les.
- 27 aquarel·les.
- 54 impressions de les obres de Leighton.
- 14 articles de material personal incloent documents, memòries personals, brodats, esmalts i caricatures.
- diverses escultures a petita escala, incloent-hi atleta escanyant un pitó (1874) i alarmes innecessàries (1887).

- El relleu tallat i acolorit d'Antonio Rossellino Madonna del Candleabra, que havia estat en la col·lecció de Leighton, venut després de la seva mort i adquirit pel Museu El 2006.
- G. F. Watts's retrato de Frederic Leighton.
- La vida i l'estudi de Luke Fildes per al Vidu.
- El model original d'esbós de Sir Alfred Gilbert per a Eros.

El 2016 la famosa pintura de Leighton Flaming June va ser llogada al Museu, i es va mostrar en l'estudi en el qual va ser creat.

### Galeria d'obres en la col·lecció permanent

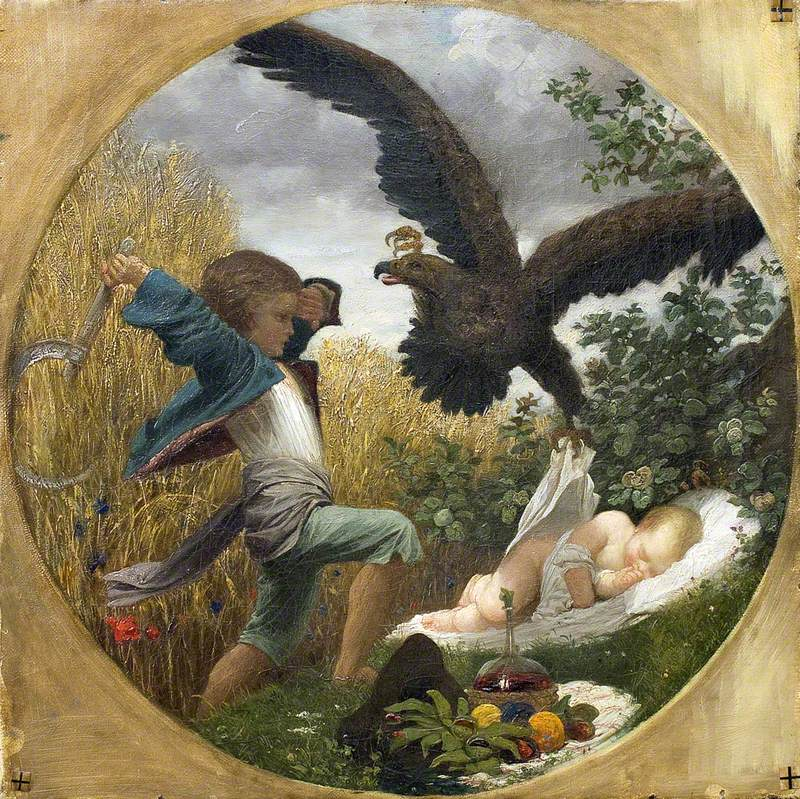
A Boy Defending a Baby from an Eagle, de Leighton, 1850–52, adquirit pel museu abans de 1926
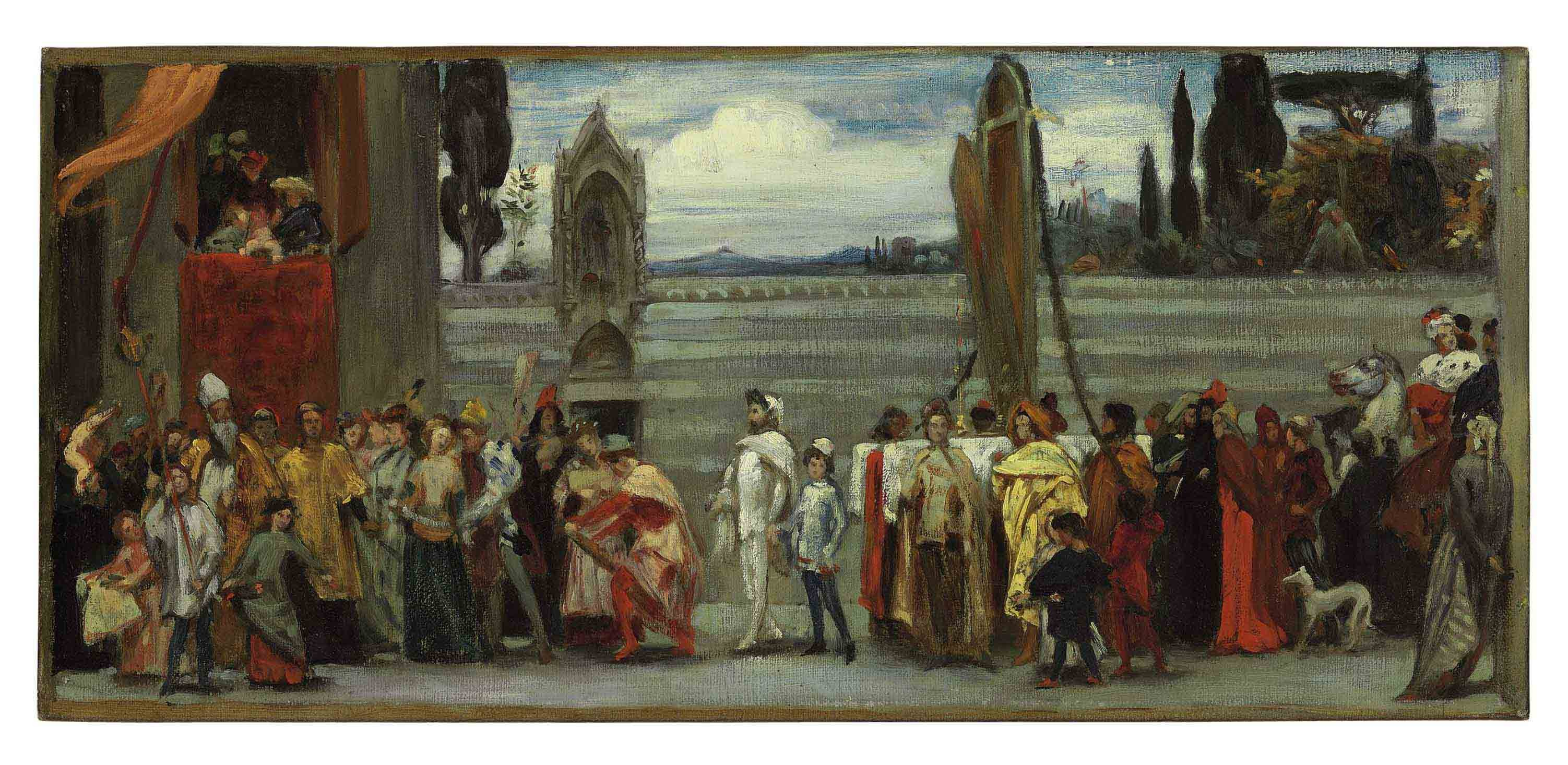
Esbós a l'oli per a Cimabue's Celebrated Madonna, 1854, de Leighton, adquirit pel museu el 2011
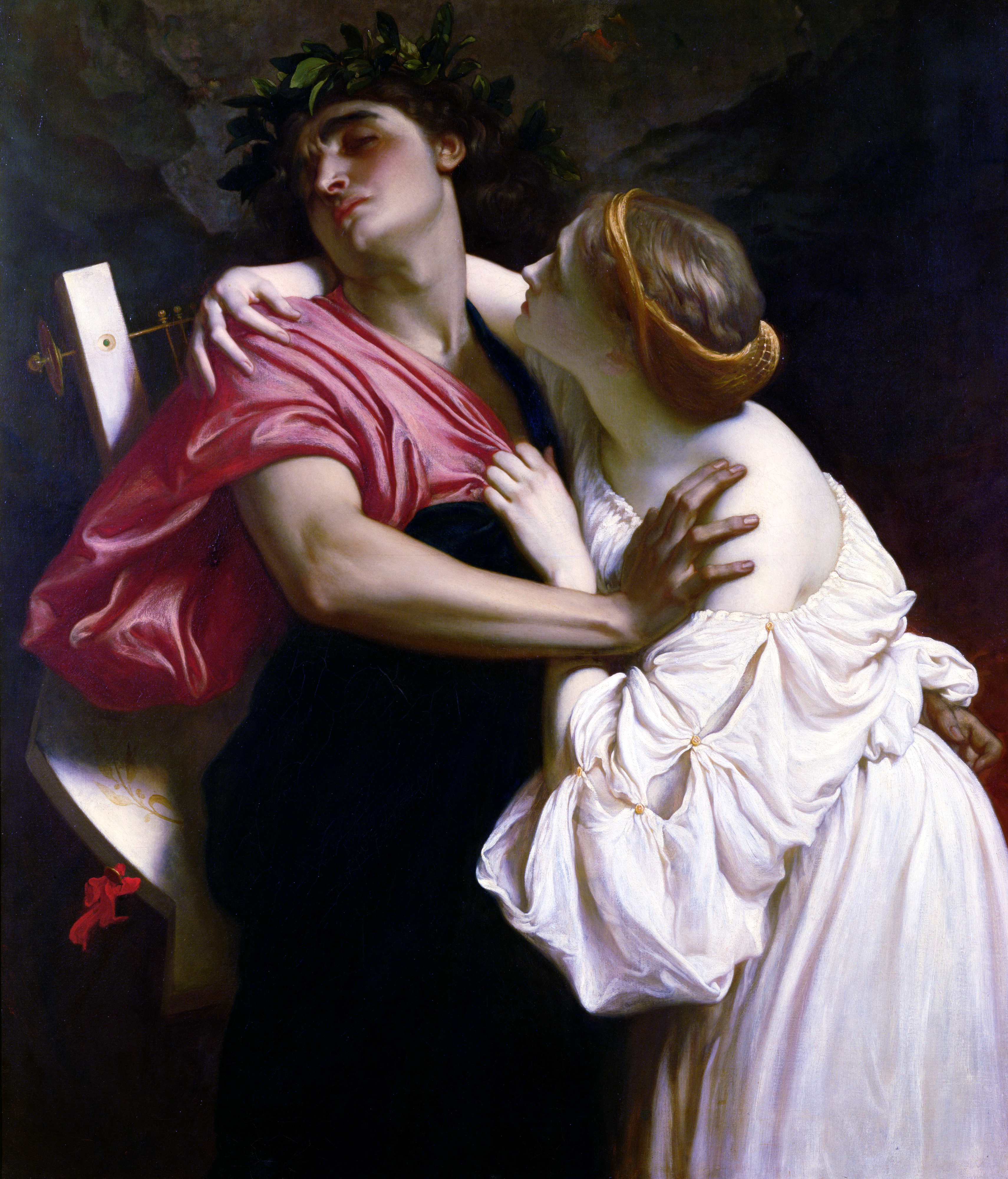
Orfeu i Eurídice, de Leighton, 1864, adquirit pel museu el 1960
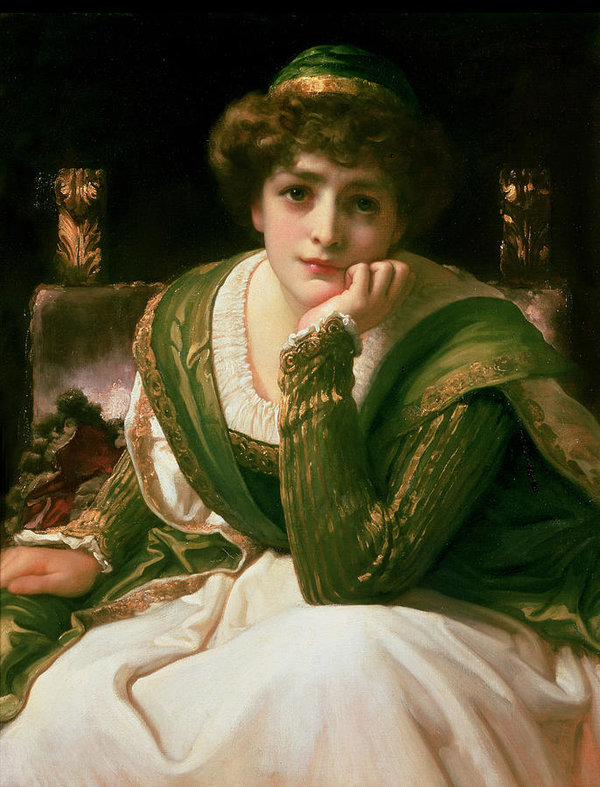
Estudi per a Desdèmona, de Leighton, c.1888, presentat al museu el 1947
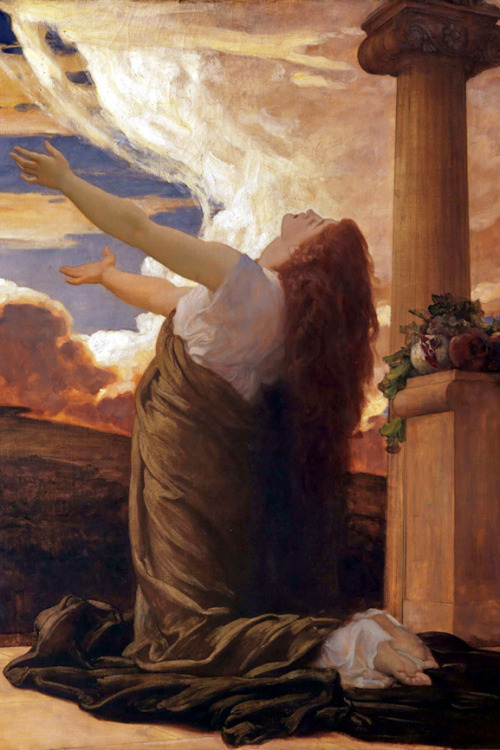
Clytie, de Leighton, la seva obra final, 1895–96, adquirida pel museu el 2008

## Estratègia artística del Consell
L'edifici està dirigida per Kensington i Chelsea Borough Council. El 2009 Nicholas Paget-Brown va llançar la iniciativa de placemaking cultural com a part de la política d'art i cultura del Consell. Va explicar que el pla era basar-se en el treball d'Opera Holland Park i Leighton House Museum per a desenvolupar una estratègia coherent més àmplia per a encoratjar als desenvolupadors a considerar les ambicions creatives i artístiques del Consell quan treballin en un projecte de desenvolupament.